# 156
156 (CLVI na numeração romana) foi um ano bissexto do século II do Calendário Juliano, da Era de Cristo, as suas letras dominicais foram E e D (53 semanas), teve início a uma quarta-feira e fim numa quinta-feira.
| Ano completo                           |
| -------------------------------------- |
| Ano bissexto com início à quarta-feira |